# Geodashing
Geodashing ist ein Sport, den die Spieler mit GPS-Empfängern spielen. Die gesamte Erde ist dabei Spielfeld. Ziel ist es, so viele zufällig ausgewählte Zielpunkte (so genannte dashpoints) wie möglich in der vorgegebenen Zeit zu erreichen. Gewonnen hat das Team mit den meisten besuchten Zielen.
Das Spiel wurde das erste Mal im Juni 2001 gespielt und dauerte zwei Monate. Seitdem ist die Länge eines Durchgangs auf einen Monat festgelegt.
Dies unterscheidet das Spiel vom Geocaching. Durch die Tatsache, dass jeder Punkt nur einen Monat lang existiert, ist die Anzahl der Mitspieler, die einen Punkt besuchen können, begrenzt. Außerdem wird am dashpoint nichts getauscht oder hinterlassen.
Die Spieler machen oft Bilder von den dashpoints und veröffentlichen sie im Internet.